# مسابقات قهرمانی وزنه‌برداری جوانان و زیر ۲۳ سال اروپا (۲۰۱۳)
مسابقات قهرمانی وزنه‌برداری جوانان و زیر ۲۳ سال اروپا (۲۰۱۳) از ۲۰ سپتامبر تا ۲۹ سپتامبر ۲۰۱۳ در تالین، استونی برگزار شد. در مجموع وزنه‌بردار از کشور به رقابت پرداختند.